# Euleia odnosumi
Euleia odnosumi är en tvåvingeart som först beskrevs av Valery Korneyev 1991.  Euleia odnosumi ingår i släktet Euleia och familjen borrflugor.
Artens utbredningsområde är Tadzjikistan. Inga underarter finns listade i Catalogue of Life.